# Емил Маринов (футболист)
Вижте пояснителната страница за други личности с името Емил Маринов.
Емил Маринов (3 октомври 1961 г. – 30 март 2019 г.) е бивш български футболист и треньор по футбол. Като играч се подвизава на поста централен нападател. Клубна легенда на Ботев (Враца).

## Състезателна кариера
Маринов играе последователно в „Локомотив“ (Мездра) в Северната „Б“ РФГ (1980 – 1982), „Ботев“ (Враца) в „А“ РФГ (1982 – 1989), португалските клубове „Академика“ (Коимбра, 1989/1990) и „Буеда“ (1990/1991), приключва кариерата си в „Академик“ (Свищов, 1991 – 1993).
Полуфиналист за Купата на Съветската армия през 1985 г. Има 203 шампионатни срещи и 69 гола за „Ботев“ (Враца) в „А“ РФГ. Допълнително записва 35 мача и 8 гола в португалската втора дивизия. Облича 4 пъти фланелката на „А“ националния отбор.
Той е 3-ти в почетната листа на най-добрите реализатори на врачанския клуб и 12-и по участия в майсторската група. Голмайстор на отбора през 1982/3, 1984/5, 1987/8 и 1988/9, включен в крайната класация на 11-те на кръга на в. „Народен спорт“ през 1982/3 г.
Известен е с хеттрика, който прави срещу „Сините“ на техния стадион „Герена“ в София (при общ резултат 6:3 за „Ботев“) на 11 септември 1985 година.

## Треньорска кариера
Бил е старши треньор на „Ботев“ (Враца) в „А“ РФГ, на „Локомотив“ (Мездра) във втория ешелон и на „Искър“ (Роман) в Северозападната „В“ АФГ. Притежава лиценз УЕФА „А“.
Почива внезапно във врачанската болница на 30 март 2019 г. Погребението е на следващия ден във Враца.